# Pedagogija
Pedagogija je znanost koja proučava odgojne i obrazovne procese. Pedagogija je znanost koja se bavi istraživanjem i analizom zakonitosti odgoja i obrazovanja. Glavni predmet proučavanja pedagogije je odgojno obrazovni proces i njegove zakonitosti, a iz navedenog proizlaze i sljedeći zadaci:
- Proučavanje i istraživanje pojava u odgojno obrazovno procesu.
- Razvijanje i poboljšavanje odgojno obrazovnog rada.
- Znanstveno vrjednovanje postignutih rezultata, normiranje i usmjeravanje prema poželjnim oblicima.
- Razvoj i unapređivanje pedagoške metodologije istraživanja.

Prilikom određivanja pedagogije kao samostalne znanosti, potrebno je razmotriti razvitak pedagogije kao teorije odgoja i obrazovanja, te utvrditi temeljne odrednice pedagogijske znanosti.
Razvitak pedagogije kao teorije odgoja i obrazovanja.
Temljne odrednice pedagogijske znanosti

## Terminologija
Naziv pedagogija dolazi od grčke riječi "paidagogos" (παιδαγογια). 
U grčkom jeziku, riječ "paidos"(παιδος) označava dijete, a glagol "ago" (αγω) znači pratiti, voditi. U staroj grčkoj, paidagogos je bio rob koji je pratio dijete od kuće do škole, te mu pomagao u učenju.

## Pedagoške discipline
- Povijest pedagogije
- Školska pedagogija
- Predškolska pedagogija
- Socijalna pedagogija
- Specijalna pedagogija
- Obiteljska pedagogija
- Komparativna pedagogija
- Pedagogija slobodnog vremena

## Poznati pedagozi
- Jan Amos Komenský  (1592-1670);
- Jean-Jacques Rousseau   (1712-1778) ;
- Johann Heinrich Pestalozzi   (1746-1827) ;
- Friedrich Fröbel  (1782-1852) ;
- Georg Kerschensteiner  (1854-1932) ;
- John Dewey  (1859-1952) ;
- Rudolf Steiner  (1861-1925) ;
- Maria Montessori  (1870-1952) ;
- Adolphe Ferrière  (1879-1960) ;
- Alexander Sutherland Neill  (1883-1973) ;
- Anton Makarenko  (1888-1939) ;
- Carl Rogers   1902-1987) ;
- Paulo Freire   (1921-1997).

## Vanjske poveznice
- Odsjek za pedagogiju – Odsjek za pedagogiju, Filozofski fakultet u Zagrebu  ;
- Odjel za pedagogiju  Arhivirana inačica izvorne stranice od 9. veljače 2007. (Wayback Machine) – Odjel za pedagogiju, Sveučilišta u Zadru  ;
- Odsjek za pedagogiju – Odsjek za pedagogiju, Filozofski fakultet u Osijeku  ;
- Odsjek za pedagogiju  Arhivirana inačica izvorne stranice od 9. siječnja 2007. (Wayback Machine) – Odsjek za pedagogiju, Filozofski fakultet u Rijeci  ;
- Odsjek za pedagogiju  Arhivirana inačica izvorne stranice od 5. ožujka 2021. (Wayback Machine) – Odsjek za pedagogiju, Filozofski fakultet u Splitu  ;
- Hrvatsko pedagogijsko drustvo  Arhivirana inačica izvorne stranice od 17. travnja 2021. (Wayback Machine) – Hrvatsko pedagogijsko društvo ;